# Beres Owusu
Beres Owusu (* 19. September 2003 in Paris) ist ein französischer Fußballspieler.

## Karriere
Owusu begann seine Karriere bei AAS Sarcelles. Zur Saison 2020/21 wechselte er in die Jugend der AS Saint-Étienne. Im September 2021 debütierte er für die Reserve der ASSE in der National 3. In der Saison 2021/22 absolvierte er insgesamt sechs Fünftligapartien. In der Saison 2022/23 kam er zu 19 Einsätzen. Im November 2023 gab er im Cup sein Debüt für die Profis von Saint-Étienne. Im August 2024 folgte gegen die AS Monaco sein Debüt in der Ligue 1.
Im September 2024 wurde Owusu an den Drittligisten US Quevilly verliehen. Während der Leihe absolvierte der Verteidiger 25 Partien in der National. Im August 2025 wurde er an den österreichischen Bundesligisten Grazer AK weiterverliehen.